# هنسی ونوم جی‌تی

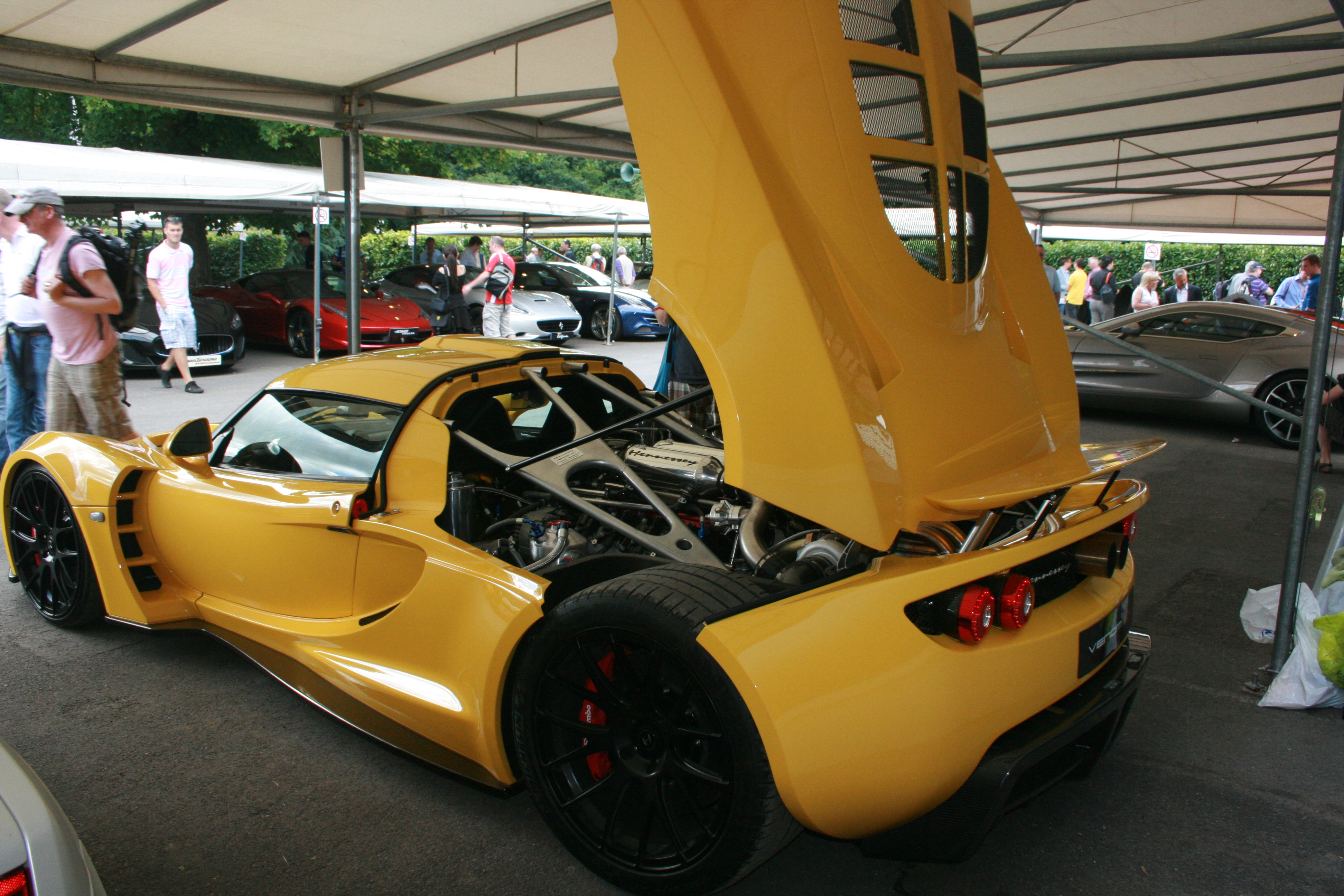

هنسی ونوم جی‌تی (به انگلیسی: Hennessey Venom GT) یک اسپورت ساخت شرکت هنسی پرفومنس انجینیرینگ است که در هیوستون تولید شده‌است. 
موتور این خودرو ساخت تگزاس در آمریکا و شاسی آن بر اساس خودروی لوتوس ساخت انگلیس یا خودروی شورلت کوروت استینگری است.
هنسی ونوم جی‌تی بر اساس رکورد گیری‌ای که در اوایل سال ۲۰۱۴ انجام شد توانست به سرعت ۴۳۵.۵km/h دست یابد، سرعتی که آن را در بین سریع‌ترین ماشین‌های جهان در رتبهٔ سوم جای می‌دهد. (پس از اس‌اس‌سی تواتارا با حداکثر سرعت "۴۴۴km/h" و اس‌اس‌سی آلتیمیت آئرو ۲۰۰۹ تی‌تی با حداکثر سرعت "۴۳۹km/h")
بر طبق موسسه گینس این خودرو رکورددار شتاب صفر-تا-سیصد جهان است. این خودرو زمانی سریع‌ترین خودروی جهان محسوب می‌شد.